# 失控源
失控源（Orphan Source，又称无看管源、无主射源等），指的是未被置于监管控制之下的放射源。它或是从未接受过监管机构控制，或是因遗弃、丢失、错放、被盗或未经授权的擅自转移而失去控制。
美国核能管理委员会对失控源的定义是： 
...密封的放射性物质源，体积较小（但不包括受放射性污染的土壤和大块金属），且至少符合下列一种情况：
- 在不受控制的情况下，需要移除以保护公众健康和安全免受放射性威胁
- 无论受控与否，无法确定责任方
- 受到控制，但无法保证放射源长期安全。如果由被许可方持有，被许可方几乎没有或根本没有选择，或者无法提供材料的安全处置
- 未经许可持有该放射源且未寻求持有该放射源的人持有该放射源
- 由于该放射源为前四项中所描述的条件之一，并且该州无法为该放射源提供适当的处置，因此由州放射防护计划持有

已知的失控源一般都是根据政府监管合法生产的小型放射源，用于放射照相、放射性同位素热电发电机发电、医学放射治疗或辐照。这些来源随后被“遗弃、丢失、错放或被盗”，因此不再受到适当的监管。 